# 바다 아저씨께
《바다 아저씨께》는 2003년 8월 8일에 MBC에서 방영한 베스트극장이다.

## 등장 인물

### 주요 인물
- 이상우 : 해인 역 - 나이트클럽 밴드 기타리스트
- 윤주련 : 유진 역 (아역 김지혜)

### 그 외 인물
- 강래연 : 순자 역
- 정기성 : 영준 역
- 이정규
- 한춘일
- 최왕순
- 이은원 (발레 대역)

### 특별출연
- 임주리